# Tritium Calcio 1908 2011-2012
Questa pagina raccoglie le informazioni riguardanti il Tritium Calcio 1908 nelle competizioni ufficiali della stagione 2011-2012.

## Rosa
| N. |                   | Ruolo | Calciatore         |
| -- | ----------------- | ----- | ------------------ |
|    | Italia (bandiera) | C     | Enrico Bortolotto  |
|    | Italia (bandiera) | A     | Roberto Bortolotto |
|    | Italia (bandiera) | C     | Daniele Casiraghi  |
|    | Italia (bandiera) | A     | Marco Chimenti     |
|    | Italia (bandiera) | C     | Filippo Corti      |
|    | Italia (bandiera) | D     | Carlo Cremaschi    |
|    | Italia (bandiera) | C     | Diego Daldosso     |
|    | Italia (bandiera) | C     | Leo Di Ceglie      |
|    | Italia (bandiera) | D     | Alessio Dionisi    |
|    | Italia (bandiera) | A     | Roberto Floriano   |
|    | Italia (bandiera) | D     | Denis Fondrini     |
|    | Italia (bandiera) | D     | Andrea Gavazzeni   |
|    | Italia (bandiera) | A     | Simone Magnaghi    |

| N. |                   | Ruolo | Calciatore          |
| -- | ----------------- | ----- | ------------------- |
|    | Italia (bandiera) | D     | Andrea Malgrati     |
|    | Italia (bandiera) | D     | Aaron Martinelli    |
|    | Italia (bandiera) | C     | Christian Monacizzo |
|    | Italia (bandiera) | P     | Matteo Nodari       |
|    | Italia (bandiera) | P     | Andrea Pansera      |
|    | Italia (bandiera) | D     | Marcello Possenti   |
|    | Italia (bandiera) | D     | Ruggero Riva        |
|    | Italia (bandiera) | A     | Manuel Sinato       |
|    | Italia (bandiera) | C     | Christian Spampatti |
|    | Italia (bandiera) | D     | Emanuele Suagher    |
|    | Italia (bandiera) | D     | Dario Teso          |
|    | Italia (bandiera) | C     | Andrea Vecchio      |

## Risultati

### Lega Pro Prima Divisione
| Arbitro: | Fiore (Barletta) |

|                                                       |           |  |
| Eusepi 12’ Memushaj 27’ Dionisi 81’ (aut.) Cioffi 90’ | Marcatori |  |

### Coppa Italia Lega Pro
| Arbitro: | Rasia (Bassano del Grappa) |

|                 |           |                                              |
| Giangaspero 65’ | Marcatori | 5’ Chimenti 51’ (aut.) Gavazzi 81’ Spampatti |

| Arbitro: | Caso (Verona) |

|                                                       |                      |                                                             |
| Tonani 2’                                             | Marcatori            | 43’ Floriano                                                |
| Bencivenga Tripoli Rosso Iemmello Ranellucci Nocciola | Tiri di rigore 4 – 5 | Floriano R.Bortolotto Di Ceglie Spampatti Possenti Malgrati |

| Arbitro: | Bellotti (Verona) |

|                         |           |                       |
| Pini 59’ F. Ferrari 86’ | Marcatori | 2’, 27’ E. Bortolotto |

| Arbitro: | Barbeno (Brescia) |

|                   |           |  |
| E. Bortolotto 85’ | Marcatori |  |

| Arbitro: | Aureliano (Bologna) |

|             |           |                     |
| Suagher 68’ | Marcatori | Perez 38’ Tulli 83’ |

| Arbitro: | Gallo (Barcellona Pozzo di Gotto) |

|               |           |              |
| Carparelli 8’ | Marcatori | 7’ Spampatti |